# Fabio Finocchiaro
Fabio Finocchiaro (Messina, 5 giugno 1939) è uno scacchista italiano.
Grande Maestro Internazionale ICCF, è il 25° Campione del mondo di scacchi per corrispondenza.

## Carriera scacchistica
Iniziò l'attività scacchistica all'età di quindici anni presso il Circolo Scacchistico Catanese, sezione del "Circolo Artistico" (1954-59). Da giovanissimo si distinse anche nel gioco a tavolino, tanto che fu selezionato per un incontro a squadre a Napoli. Infatti nel 1º Festival Scacchistico Partenopeo incontrò sulla scacchiera Giorgio Porreca, perdendo solo per una svista una partita che aveva condotto bene. La partita fu pubblicata sull'Italia Scacchistica.
Dal 1968 si è dedicato al gioco degli scacchi per corrispondenza. Nel 1977 scrisse il suo nome nell'albo d'oro dell'ASIGC, diventando il 27° Campione Italiano di scacchi per corrispondenza. Si laureò Campione italiano anche nel 1979, vincendo il 29º Campionato. 
Nel 1998 conquistò il titolo di Grande Maestro Internazionale di scacchi per corrispondenza.
Nel 2013 divenne il 25º Campione del Mondo di Scacchi per Corrispondenza. Il torneo, iniziato nel 2009, fu giocato sul webserver, ma Finocchiaro, abituato ai sistemi tradizionali, chiese ed ottenne di giocarlo col vecchio sistema dell'invio della cartolina.
Nel 2015-2017 guidò in prima scacchiera la nazionale italiana nel 9º Campionato europeo a squadre, con l'Italia medaglia di bronzo.